# Lygaeus simulans
Espèce
Lygaeus simulans est une espèce d'insectes du sous-ordre des hétéroptères (punaises) et de la famille des Lygaeidae, de la sous-famille des Lygaeinae.
Cette espèce est très difficile à différencier de Lygaeus equestris, dont elle n'a été distinguée qu'en 1985. Elle n'a par conséquent pas de nom français. Elle est phytophage (se nourrit de plantes).

## Description
De 8 à 12 mm de long, elle est principalement rouge et noire, avec un rond blanc sur les membranes noires. Les hémélytres sont rouges traversées d'une bande noire. Tête noire avec un espace rouge entre les deux yeux. Le scutellum est noir bordé de rouge. Les pattes sont noires. 
Différences avec Lygaeus equestris : la distinction sûre ne se fait que par l'étude des parties génitales. Mais d'autres différences ont été mises en avant: l'espace rouge entre les deux yeux est plus grand chez simulans ; les tubercules à la naissance des antennes sont anguleux et tournés vers l'extérieur ; sur le scutellum, il y a des poils érigés, absent chez L. equestris,.

## Distribution
En Europe, elle est présente de l'Espagne à l'Ukraine et de l'Italie à la Pologne. 

## Première publication
J. Deckert, Über Lygaeus simulans spec. nov. und L. equestris (Linnaeus, 1758), zwei nahe verwandte paläarktische Lygaeinae (Heteroptera, Lygaeidae), Mitteilungen aus dem Museum für Naturkunde in Berlin. Zoologisches Museum und Institut für Spezielle Zoologie (Berlin) Volume 61, Issue 2, pages 273–278, 1985 DOI 10.1002/mmnz.19850610203